# 雅安华溪蟹
雅安华溪蟹（学名：Sinopotamon yaanense）为溪蟹科华溪蟹属的动物。在中国大陆，分布于四川等地，主要生活于海拔200-1000米山区溪流的石块下。